# Aeolochroma intima
Aeolochroma intima är en fjärilsart som beskrevs av Louis Beethoven Prout 1913. Aeolochroma intima ingår i släktet Aeolochroma och familjen mätare. Inga underarter finns listade i Catalogue of Life.